# 布里克博
布里克博（法語：Bricquebosq，法語發音：[bʁikbo]）是法国芒什省的一个市镇，属于瑟堡区。

## 地理
布里克博（49°32'6"N, 1°43'6"W）面积8.05 平方千米，位于法国诺曼底大区芒什省，该省份为法国西北部沿海省份，西、北、东北三面环大西洋，东起顺时针与卡爾瓦多斯省、奧恩省、马耶讷省和伊勒-维莱讷省接壤。
与布里克博接壤的市镇（或旧市镇、城区）包括：布勒维尔、库维尔、格罗斯维尔、罗维尔拉比戈、圣克里斯托夫-迪福克、索特维尔。

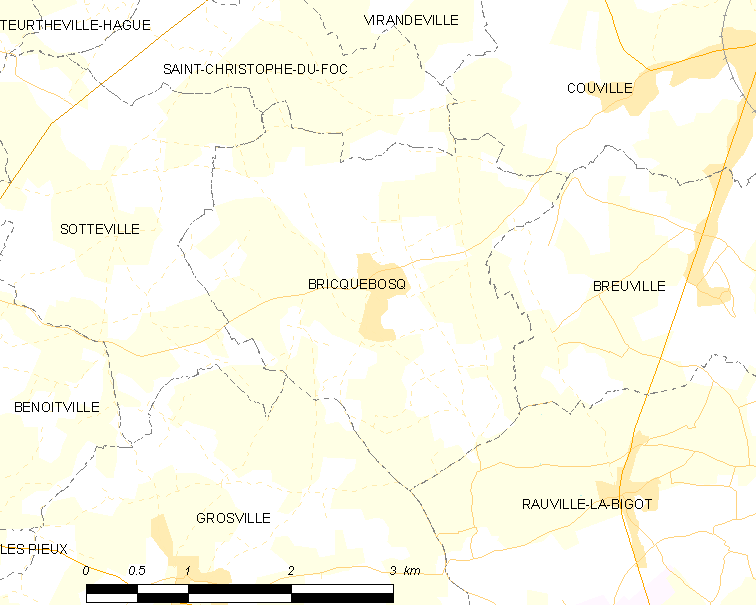
布里克博的OSM定位图

布里克博的时区为UTC+01:00、UTC+02:00（夏令时）。

## 行政
布里克博的邮政编码为50340，INSEE市镇编码为50083。

## 政治
布里克博所属的省级选区为莱皮约县。

## 人口

1962-2008年间布里克博人口变化图示

布里克博于2022年1月1日时的人口数量为638人。